# District de Saint-Palais
Le district de Saint-Palais est une ancienne division territoriale du département français des Basses-Pyrénées (actuelles Pyrénées-Atlantiques), existant de 1790 à 1795. 
Il est créé par un décret du 8 février 1790 de l'Assemblée nationale constituante. 

## Limites
Ce décret indique que « les districts auront provisoirement seulement, pour limites celles propres aux provinces du Béarn, de Soule, Navarre et Labour ». 
Le district de Saint-Palais a donc le même territoire que la Basse-Navarre, partie du royaume de Navarre qui n'a pas été annexée par les rois de Castille et d'Aragon à partir de 1512.

## Composition
Ce district est composé des cantons de
1. Saint Palais[Cass 1],
2. la Bastide Clairence[Cass 2],
3. Bidache[Cass 3],
4. Came[Cass 4],
5. Garris[Cass 5],
6. Iholdy[Cass 6],
7. Larceveau[Cass 7],
8. Ossés[Cass 8],
9. Saint Étienne[Cass 9],
10. Saint Jean Pied de Port[Cass 10]
11. Saint Martin[Cass 11].

## Fin du district de Saint-Palais
Les districts disparaissent de la législation française en 1795 ; une loi de février 1800 les remplace par les arrondissements (siège d'un sous-préfet). Le territoire du district de Saint-Palais se trouve alors réparti entre l'arrondissement de Bayonne et l'arrondissement de Mauléon.